# 칠전팔기 구해라 OST Part 6
《칠전팔기 구해라 OST Part 6》는 엠넷 뮤직드라마 칠전팔기 구해라의 사운드트랙 음반이다. 타이틀곡 널 사랑해는 유성은의 솔로로, 원곡의 주인은 가수 김정은이다. 2번 트랙의 작은 기다림은 유성은과 진영의 듀엣으로, 원곡은 쿨의 노래다.

## 트랙리스트
| #  | 제목            | 작사           | 작곡   | 재생 시간 |
| -- | --------------- | -------------- | ------ | --------- |
| 1. | 〈널 사랑해〉   | 김정은, 최경호 | 백종우 | 4:19      |
| 2. | 〈작은 기다림〉 | 정세희         | 최준영 | 3:41      |